# Попов, Александр Владимирович (архитектор-реставратор)

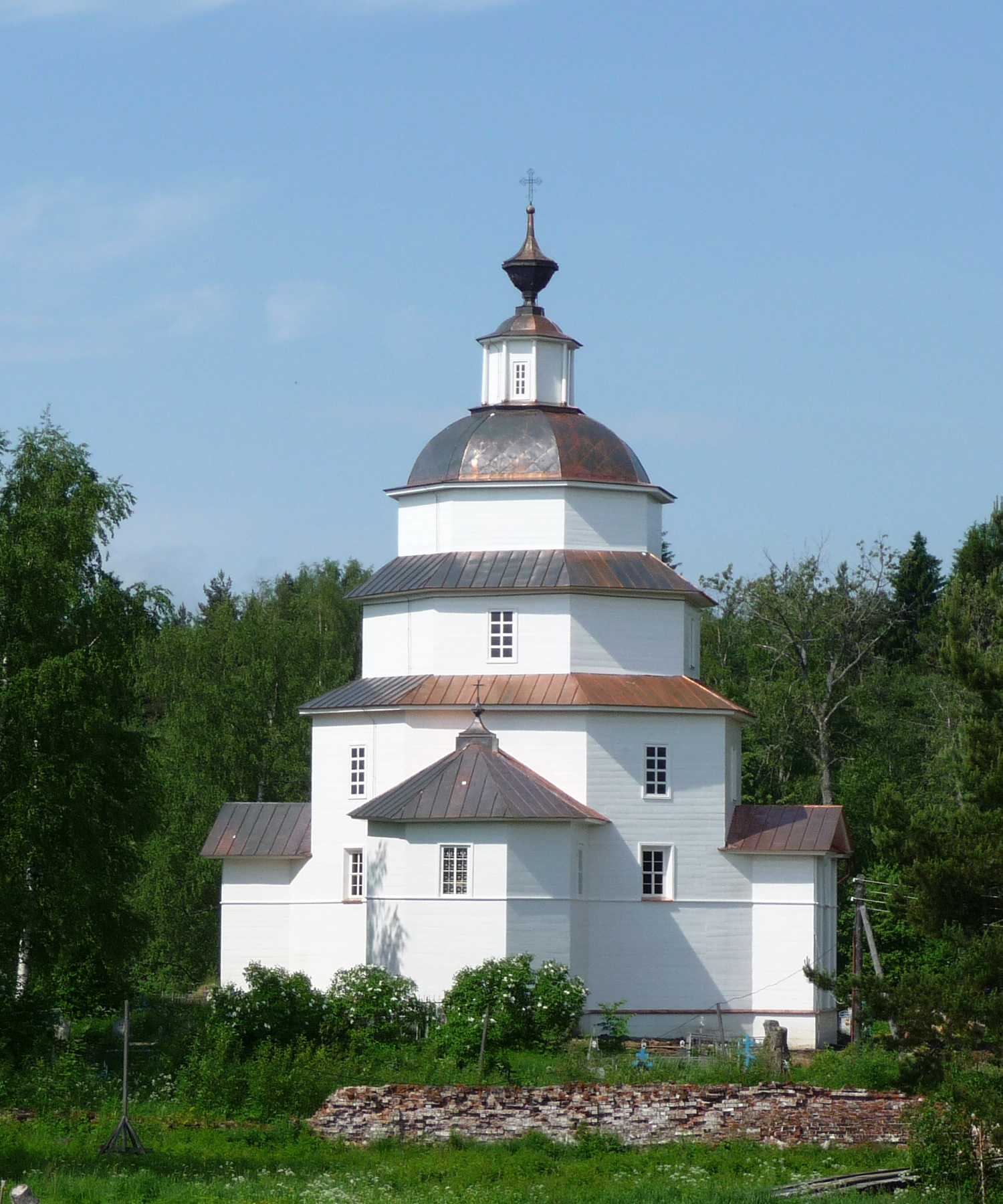
Церковь Ильи Пророка на Цыпинском погосте, восстановленная А. В. Поповым

Алекса́ндр Влади́мирович Попо́в (род. 9 января 1951, Москва) — архитектор, реставратор памятников древнерусского зодчества. Лауреат Государственной премии РСФСР 1991 года в области архитектуры. Аттестован Министерством культуры РФ как архитектор-реставратор высшей категории. Советник Российской академии архитектуры и строительных наук по отделению строительных наук.

## Биография
Годы детства и учёбы прошли в Москве. Окончил Московский институт электронного машиностроения по специальности «прикладная математика» (1977) и Московский архитектурный институт по специальности «реставрация» (1981).

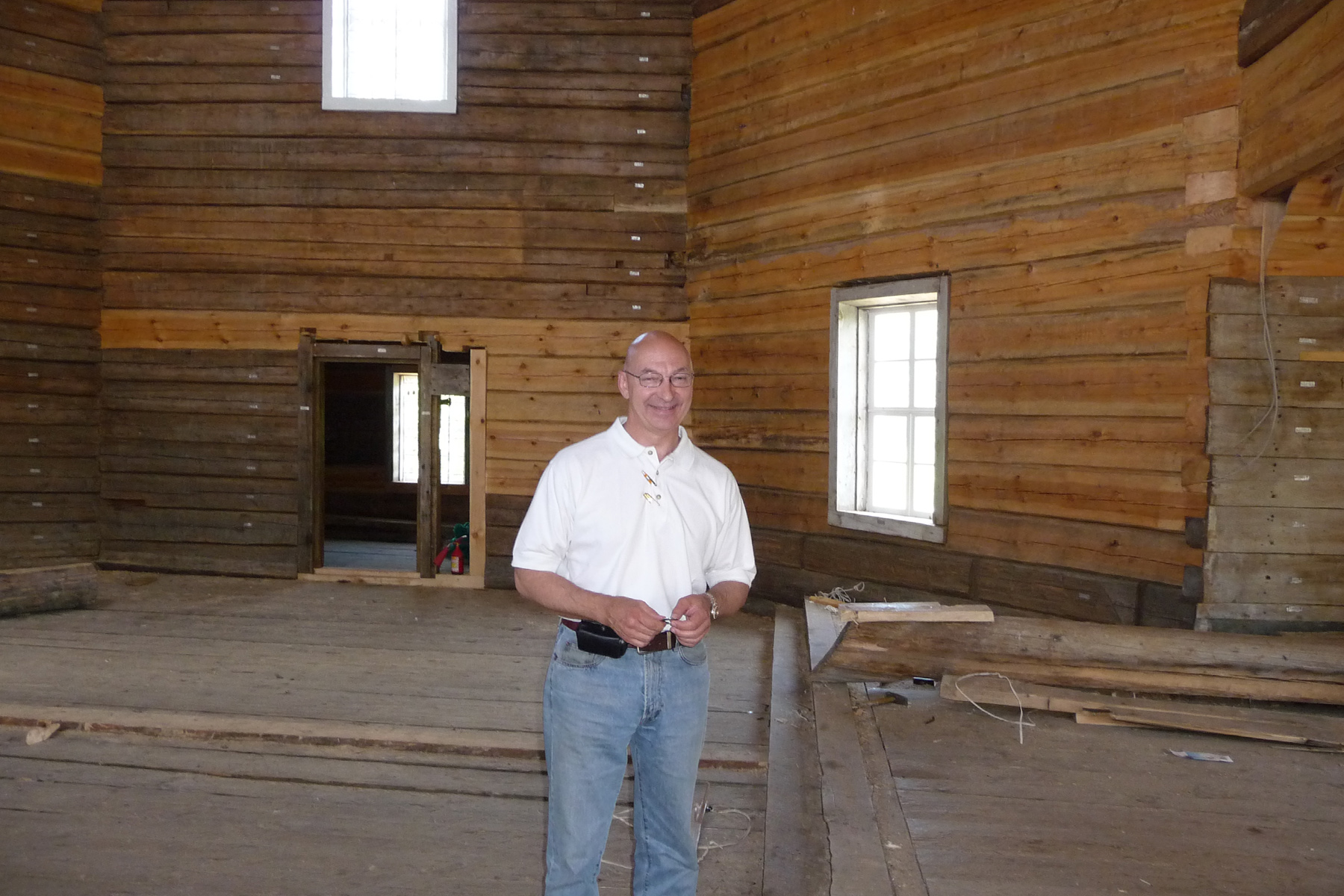
Александр Попов в реставрируемой им церкви Ильи Пророка на Цыпинском погосте. 2009 год.

Учась в МИЭМе, в студенческие каникулы работал на реставрации памятников архитектуры. Вначале на реставрации Троицкой церкви села Бёхово Тульской области, построенной по проекту художника В. Д. Поленова, затем в Переславле-Залесском, под руководством известного архитектора-реставратора Ивана Борисовича Пуришева. Работал разнорабочим, каменщиком, плотником, столяром. Получил 6-й разряд каменщика-белокаменщика. В конце 1970-х был заведующим мемориальным отделом Музея-усадьбы Поленово, занимаясь вопросами реставрации зданий и сооружений музея.
По окончании МАРХИ уехал из Москвы в глубинку Архангельской области — село Верхняя Уфтюга Красноборского района, где в течение 6 лет жил и работал архитектором, плотником, прорабом, реставрируя деревянный памятник XVIII века — церковь Дмитрия Солунского. Среди первых его рабочих было немало людей с уголовным прошлым (других свободных рук в то время в этих глухих местах не было). Справляться с ситуацией помогала его отменная физическая сила, поддерживаемая ежедневным физическим трудом на памятнике, знание спортивных единоборств. За реставрацию этого памятника ему была присуждена Государственная премия РСФСР (1991). После окончания работ в Верхней Уфтюге переехал в село Нёнокса Архангельской области, где занимался реставрацией деревянной Никольской церкви и колокольни.
В 1988 году создал свою реставрационную мастерскую.
Несмотря на то, что Администрация Архангельской области высоко ценила его работу в селе Нёнокса (за неё он был награждён в 1995 году «Премией за достижения в области реставрации памятников истории и культуры»), в 1996 году финансирование реставрационных работ было прекращено и он был вынужден вернуться в Москву. В Москве Александр Попов участвовал в реставрации дома Мельникова, главного дома с флигелем усадьбы В. Е. Морозова «Одинцово-Архангельское», рядовой застройки Пятницкой улицы и других объектов. В 2000 начал работы в Кирилло-Белозерском монастыре, в том числе, в 2003 — реставрацию церкви Ильи Пророка на Цыпинский погосте (филиале Кирилло-Белозерского музея заповедника) и в итоге в 2004 году переехал на постоянное жительство в город Кириллов Вологодский области.

## Некоторые объекты

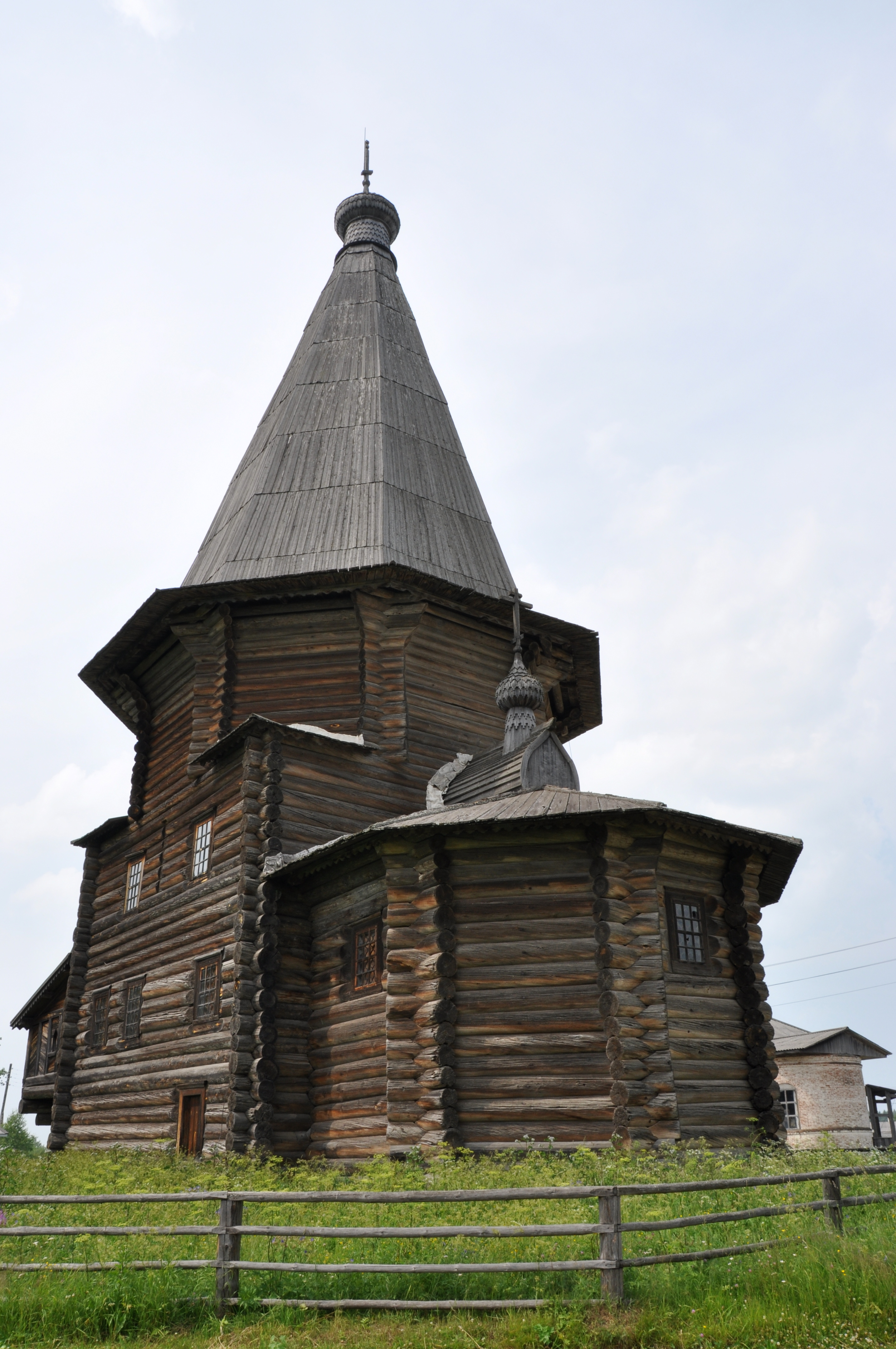
Церковь Димитрия Солунского (Верхняя Уфтюга), за реставрацию которой А. В. Попову была присуждена Государственная премия РСФСР

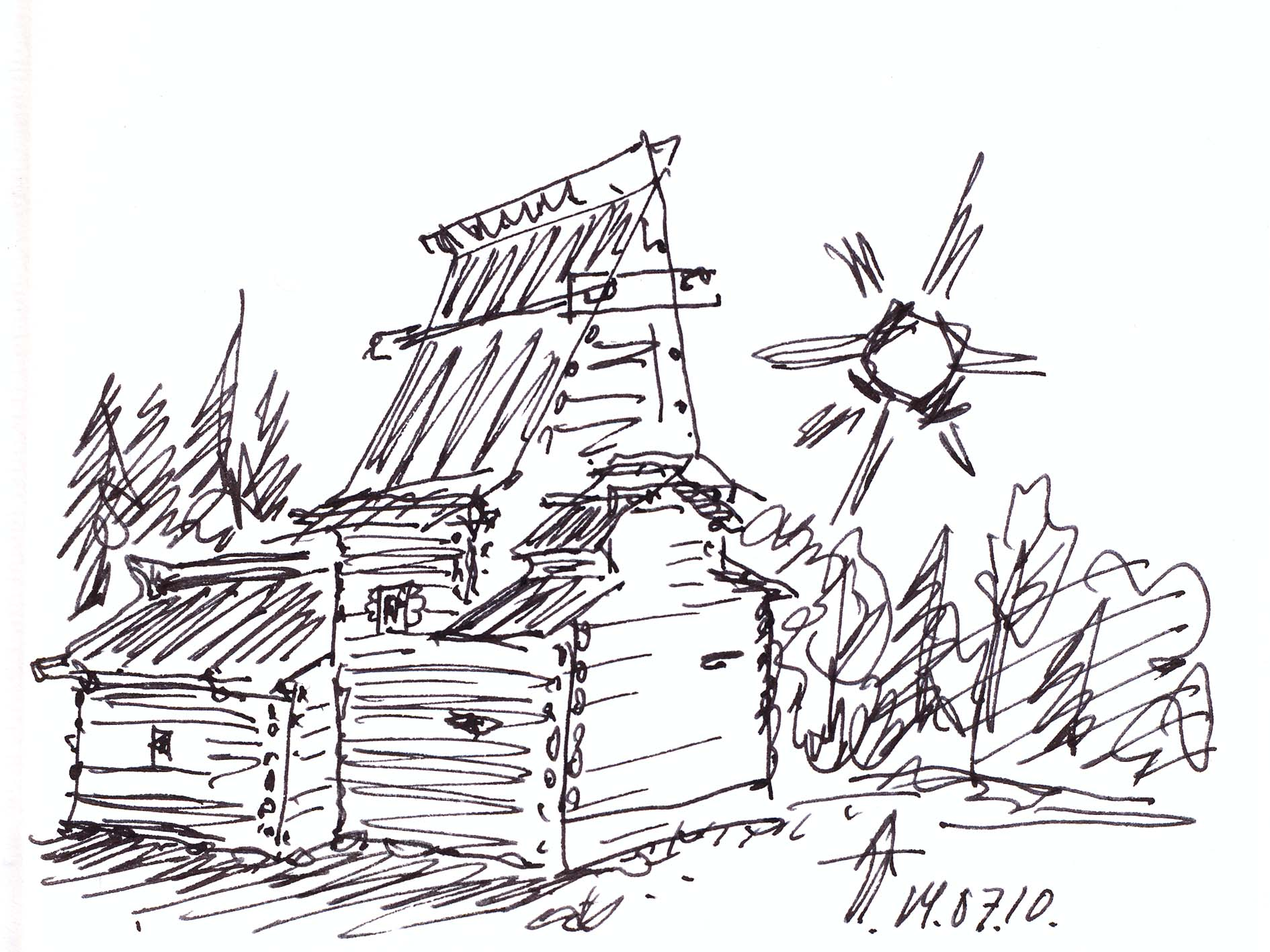
Церковь Ризоположения. Рисунок А. В. Попова, отражающий восстановленный в 2010 г. древний вид храма

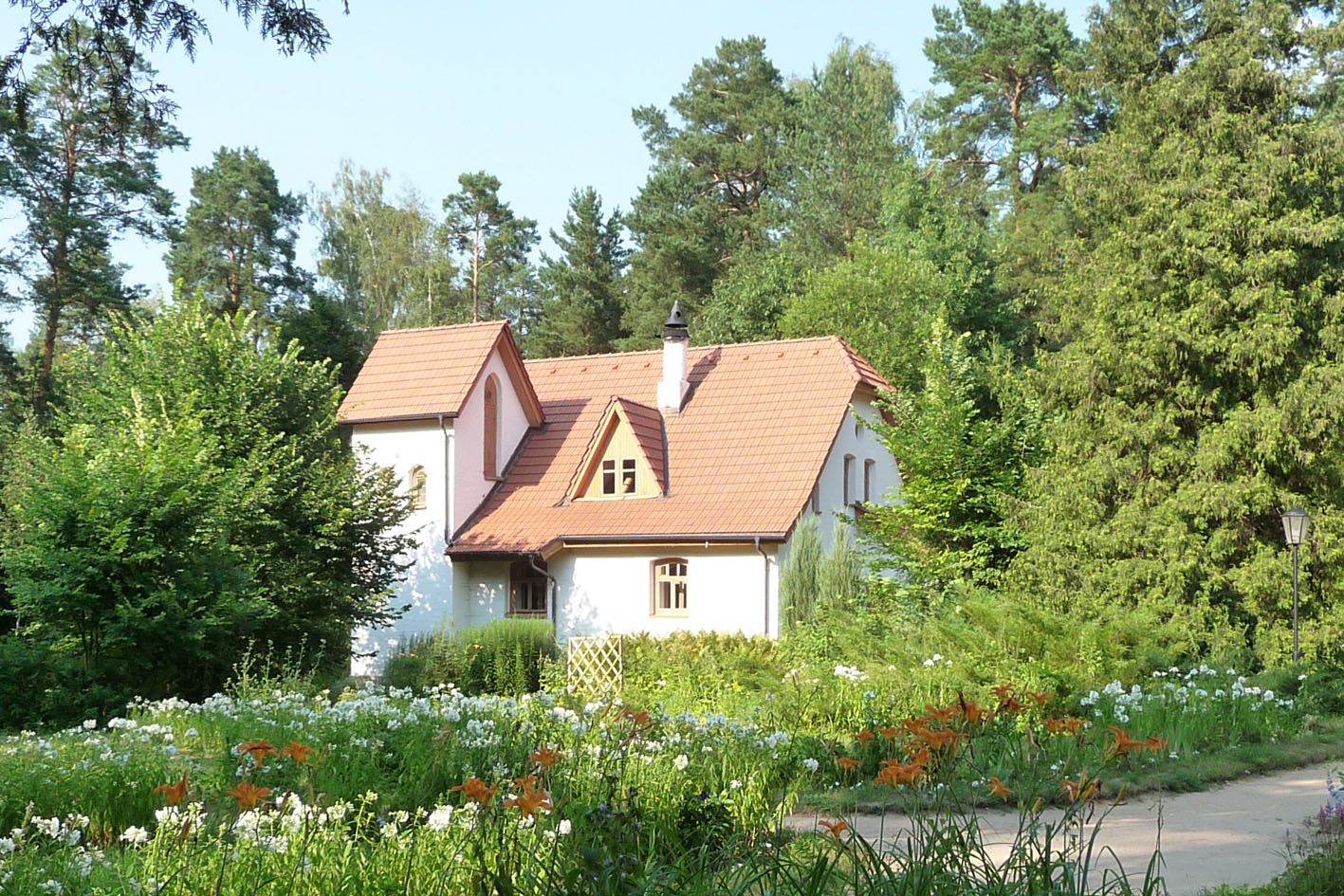
Аббатство. Музей-заповедник «Поленово». Реставрировано А. В. Поповым в конце 1970-х годах

Первым объектом, комплексной реставрацией которого занимался Александр Попов, было Аббатство (мастерская художника Василия Дмитриевича Поленова) в Музее-усадьбе Поленово Тульской области.
В селе Верхняя Уфтюга Архангельской области Поповым методом полной разборки выполнена реставрация церкви Дмитрия Солунского.
В селе Нёнокса Архангельской области полностью отреставрирована и колокольня и начаты работы на Никольской церкви (1989—1993).
Во время московского периода, кроме перечисленных выше объектов, Поповым сделан проект и выполнена реконструкция Библиотеки иностранной литературы им. М. И. Рудомино, он участвовал в реставрации здания МАРХИ — памятника архитектуры XVIII—XIX веков.
В Кириллове и Кирилловском районе Вологодской области он отреставрировал Церковь Введения с одностолпной трапезной палатой 1519 года, стены башни XVII века, братский корпус XVII века, домик Келаря XVII века и ряд других сооружений Кирилло-Белозерского монастыря. Им полностью восстановлена рухнувшая деревянная церковь Ильи Пророка на Цыпинском погосте 1755 года постройки — памятник архитектуры федерального значения.
Начиная с конца августа 2009 года руководимый им реставрационный центр ведёт работы на деревянной церкви Ризоположения из села Бородавы (1458).

### Мельница-столбовка в Форт-Росс

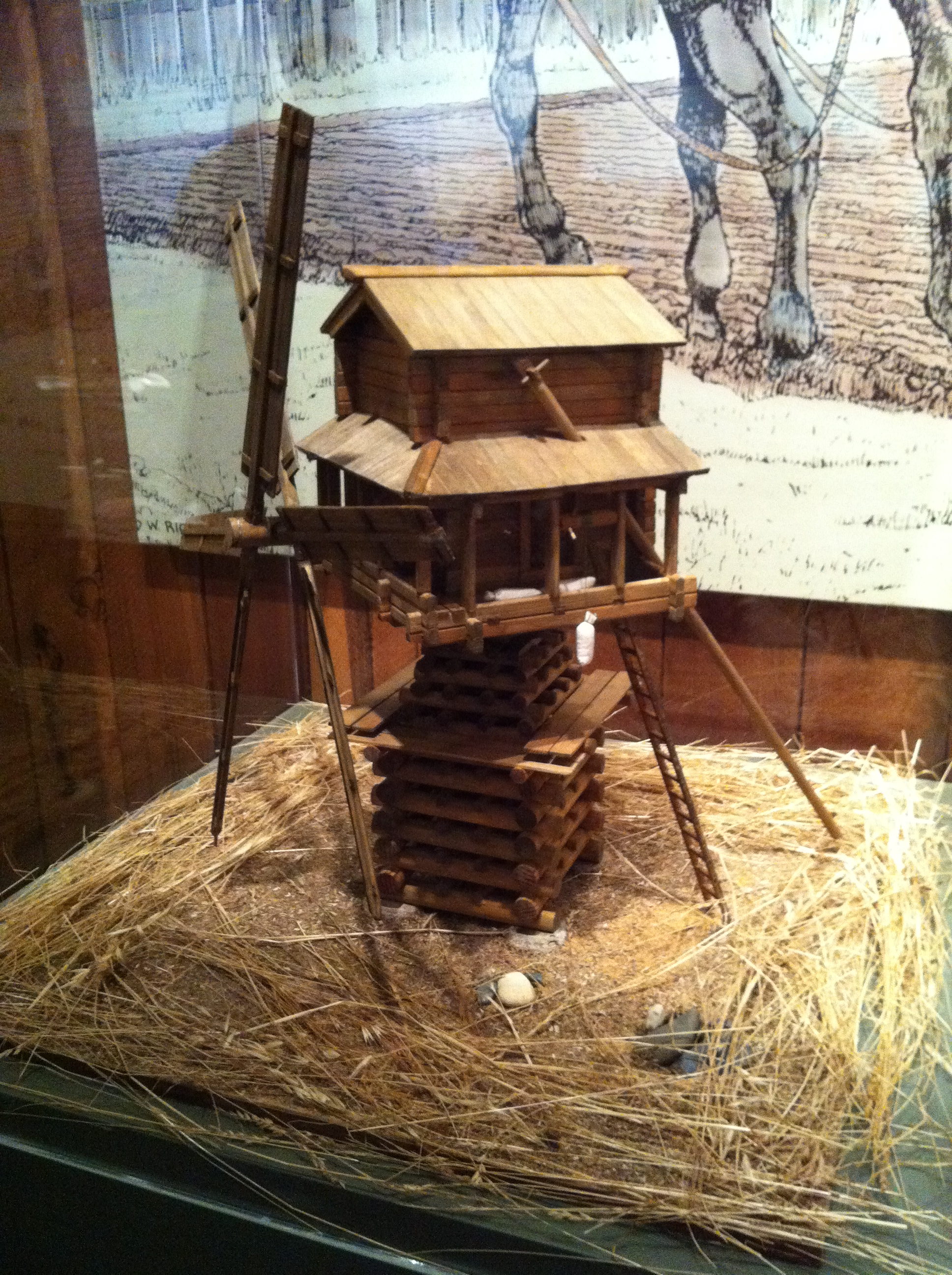
Миниатюрная реплика воссозданной мельницы-столбовки в Форт-Росс

Под руководством А. В. Попова была воссоздана действующая ветряная мельница-столбовка, аналогичная построенной русскими поселенцами в 1814 году в крепости Форт-Росс в Калифорнии. Мельница первоначально была срублена в Кириллове, а затем разобрана и вновь собрана в Форт-Росс. 18 октября 2012, в рамках мероприятий по празднованию 200-летия крепости, состоялся торжественный запуск мельницы.

## Метод

### Исторические строительные технологии и инструмент

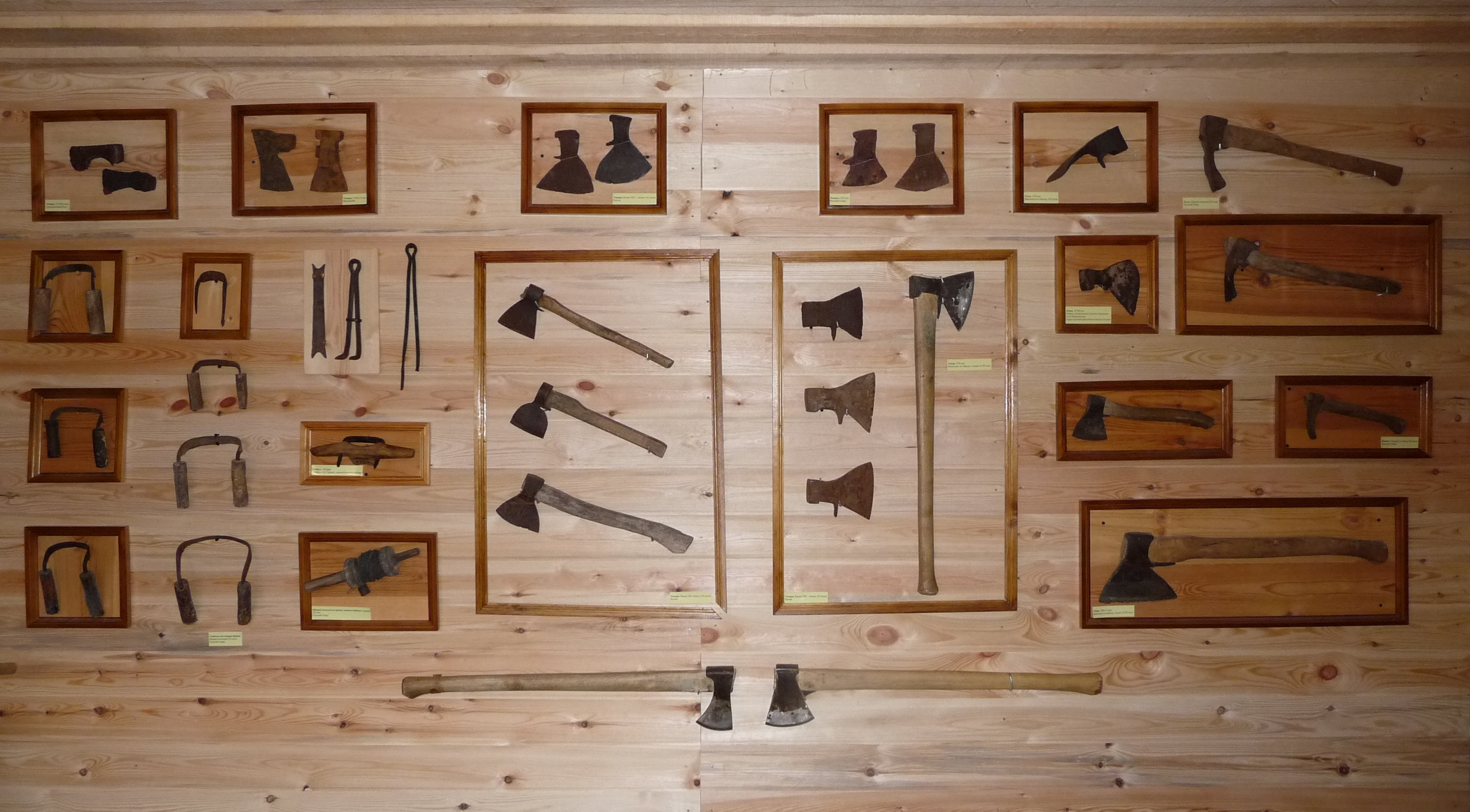
В Музее плотницкого и столярного инструмента, созданного А. В. Поповым и коллегами по реставрационной работе

По принятой ЮНЕСКО «Международной хартии по консервации и реставрации памятников и достопримечательных мест» 1964 года («Венецианской хартии») все части строения, все конструкции, детали, узлы, а также особенности обработки поверхностей элементов должны соответствовать времени возведения постройки. Для этого необходимо строгое соблюдение исторической технологии строительства, применение исторического инструмента и приёмов работы этим инструментом.
Признано, в том числе современными учёными-древесиноведами, что соблюдение исторической технологии обработки древесины увеличивает длительную сохранность деревянных элементов и долговечность всего строения. Впервые в России реставрация памятника в соответствии с исторической технологией строительства с применением старинного плотницкого инструмента и приёмов работы с ним была осуществлена Александром Поповым при реставрационных работах 1981—1988 годов на церкви Дмитрия Солунского (1784) в селе Верхняя Уфтюга Архангельской области. Анализируя характерные следы работы тем или иным инструментом, сохранившиеся на древесине в разных местах строения, особенно на тёсаных поверхностях, Попову удалось выявить и заново изготовить инструмент, который применяли плотники в прошлом, и частично восстановить способы обработки им древесины.
Плотницкий топор XVII века существенно отличался от современного: выкованный из высокопрочной стали, короткий, каплевидный в сечении, с нешироким, 9—15 см, полукруглым, утолщенным, с большой клиновидностью (напоминающий по форме колун для раскалывания дров) лезвием. Иногда, из-за специфики работы заточку лезвия делают несимметричной. Топор более тяжёл, чем топоры XIX века. Топорище длинное и прямое, на конце утолщённое. Топор, которым тесали в XVII веке, в том числе, при постройке церкви Димитрия Солунского в Верхней Уфтюге, при обтёсывании скалывает древесину, не утопает в ней глубоко и не оставляет следов в виде царапин, рисок и зазубрин. При этом, при ударе, вогнутой боковой стороной и своей массой одновременно уплотняет древесину на обрабатываемой поверхности. Такой топор держат в руках так, чтобы его лезвие было направлено не параллельно бревну, а перемещалось по дуге к нему — тогда в конце удара топор сам выходил из дерева. В случае, если топор останавливался в древесине и оставлял задир, его снимали следующим ударом, наносимым перед местом окончания в бревне предыдущего удара. Таким образом достигалось плотное примыкание друг к другу перерезанных волокон древесины без задиров. Этот топор оставлял на отёсанной древесине характерные следы: рисунок, похожий на ёлочку или рёбра рыбьего скелета, а в продольном сечении доски волнообразный, напоминающий стиральную доску, рельеф. Тёсаная поверхность получалась настолько гладкой, что об неё нельзя было даже занозить руку, и при этом не плоской и ровной, а волнообразной. С такой поверхности легче уходила дождевая вода, поэтому тёсанная таким образом древесина меньше подвергалась гниению. Технология тёски таким топором также отличается от современной: смотреть на обрабатываемую поверхность надо чуть сбоку, через топор, на дерево (при работе топором XIX века плотник при тёске смотрит на обрабатываемую поверхность между деревом и топором по отвесу и может видеть только вертикаль поверхности, но не место остановки топора в материале).
В процессе реставрации церкви Ильи Пророка на Цыпином погосте Попов установил, что здесь при тёске применялись топоры, отличные от колунообразных XVII века, с характерно оттянутой пяткой, узким лезвием шириной около 16 сантиметров и треугольной проушиной, отличающиеся от более древних колунообразных топоров.
С целью следования историческим технологиям обработки дерева при проведении реставрационных работ и в Верхней Уфтюге, и в Нёноксе, и на Цыпином погосте и на других объектах использовались реконструированные аналоги этих топоров и других плотницких инструментов.

## Обучение
Возглавляемый А. В. Поповым Реставрационный центр имеет лицензию Росохранкультуры на обучение и повышение квалификации в области реставрации.

## Критика Александром Поповым работ по реставрации Кижей

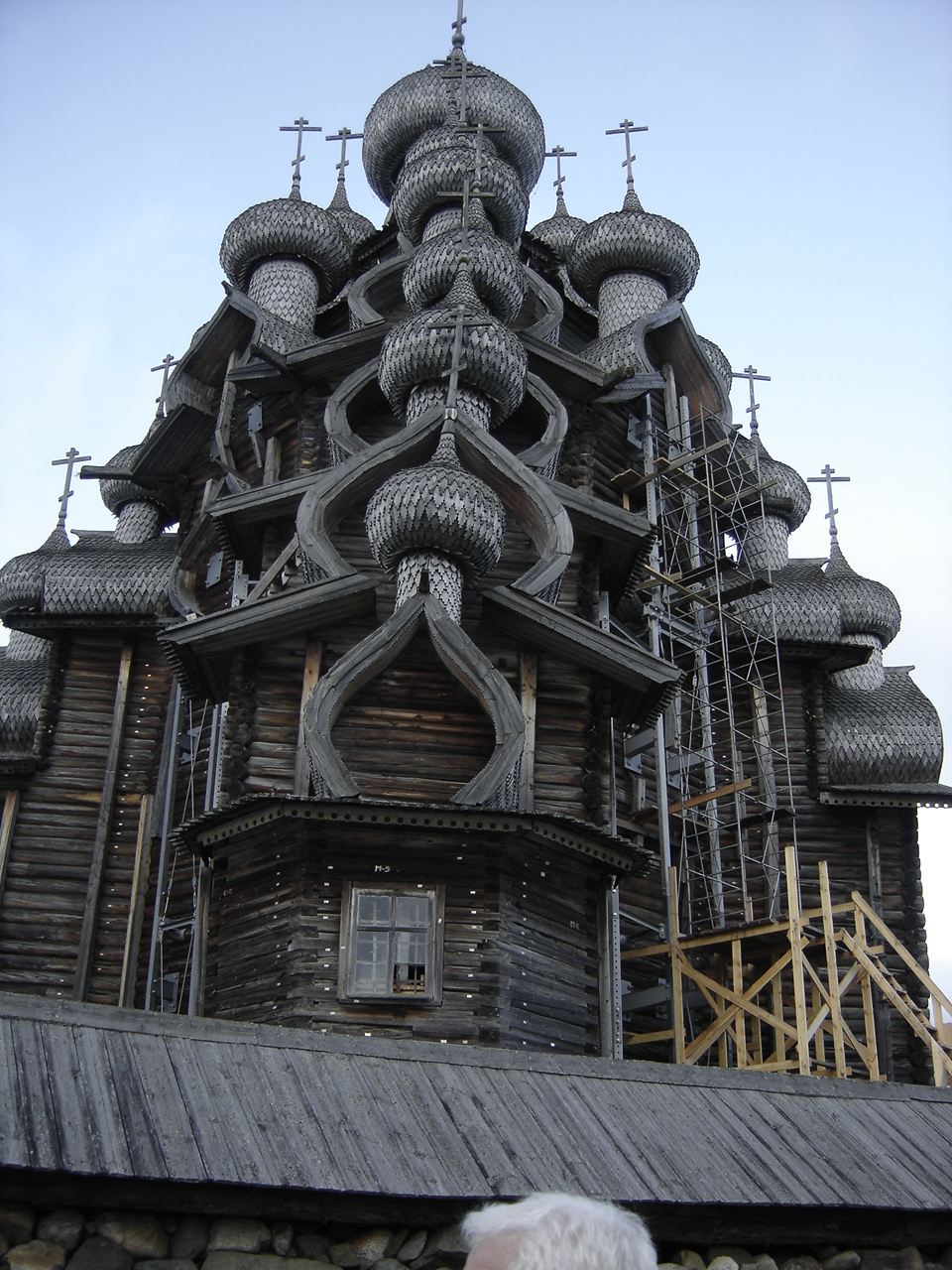
А. В. Попов занимает активную критическую позицию в отношении проводимой сейчас реставрации церкви Преображения Господня в Кижах, считая, что она может привести к утрате памятника

Александр Попов является одним из наиболее известных и последовательных критиков выполняемых в настоящее время работ по реставрации церкви Преображения Господня в Кижах, памятника, входящего в список «Всемирного наследия» ЮНЕСКО. По его мнению, реализуемая сейчас схема реставрации ведёт к потере памятника. Среди приводимых им аргументов: отсутствие научно обоснованного проекта реставрации, применение не апробированной на близких по масштабу памятниках схемы «лифтинга», недостаточно бережно проводимая реставрация, которая уже привела и будет приводить к утрате важнейших элементов церкви Преображения.
В конце 2011 года А. В. Попов был включён Министерством культуры РФ в состав комиссии по наблюдению за проведением реставрационных работ на Преображенской церкви в Кижах.

## СМИ о Александре Попове
- Никитинский Л. В. Изобретатель топора (недоступная ссылка). Московские новости. 25 марта 2003 года.
- Мясоедова Д. Дома как люди. От равнодушия погибают. Московская перспектива. № 12 от 1.04.2003.
- Первый канал. Новости. В Вологодской области мастера восстанавливают знаменитый град Китеж Архивная копия от 14 августа 2019 на Wayback Machine. 15 июля 2005, 13:19.
- Никитинский Л. В. 1000 скворечников (недоступная ссылка). Новая газета. № 97 от 26.12.2005.
- Беляшов С. Россия: реставрировать так, как строили предки (недоступная ссылка). Шире круг. № 5, 2008, с. 76—79.
- Беляшов С. Кирилловский реставратор Архивная копия от 17 июня 2016 на Wayback Machine. Русский вестник. 09.08.2008.
- Беляшов С. В столице ремесленных наук, ровеснице США. Кругозор. № 9, 2008.
- Юлия Латынина. Код доступа Архивная копия от 31 августа 2010 на Wayback Machine. Передача на радиостанции «Эхо Москвы» от 28 августа 2010 года.
- Серова Н. Три цвета времени. Нашего. Архивная копия от 14 ноября 2012 на Wayback Machine Деревянное зодчество: Проблемы, реставрация, исследования. Сборник Методическое сопровождение мониторинга недвижимых памятников Вологодской области; Вологда, 2005.